# MeGUI
MeGUI — GUI (графический пользовательский интерфейс) с открытым исходным кодом, ориентированный преимущественно на сжатие материала в формат ISO MPEG-4. Выпущен под лицензией GNU GPL, написан на .NET 2.0/C#. Может также использоваться для создания скриптов AviSynth (AVS), объединения потоков мультимедиа и сжатия аудио.
- Входные форматы: любые, для которых установлен VFW или DirectShow декодер (используется AviSynth), AVI, D2V, VOB/TS/MPG/PVA
- Видеокодеки: x264, XviD, Libavcodec MPEG-4, Snow
- Аудиокодеки: MP2, MP3 (LAME и Aud-X), AAC, AC-3, Ogg Vorbis, FLAC.
- Поддерживаемые контейнеры: MP4, MKV, AVI, M2TS. Доступно также сохранение в бесконтейнерном виде (raw stream).